# Danielle Rose Russell
Danielle Rose Russell (Nova Jersey, 31 de outubro de 1999) é uma atriz dos Estados Unidos. Ela é mais conhecida por interpretar a personagem Hope Mikaelson na série de televisão "The Originals (5ª temporada)" da The CW e atualmente está em seu spin-off chamado "Legacies", também exibida pela The CW.

## Biografia
Russell nasceu em Pequannock Township, Nova Jersey, criada em West Milford. Ela é filha de Rosemary Rado, uma ex-dançarina e Ricky Russell, um ex-cantor. Inicialmente, ela procurou ser modelo em sua juventude, aparecendo em anúncios impressos e comerciais, antes de seguir para o teatro regional e aparecer em várias peças de teatro escolar na Holy Spirit School em Pequannock. Em 2018, ela estava terminando o ensino médio através de cursos online.

### Carreira
O primeiro papel de Russell foi no filme A Walk Among the Tombstones (2014). Em julho de 2017, ela foi lançada como a adolescente Hope Mikaelson na quinta e última temporada da série de televisão The Originals. Em maio de 2018, foi divulgado que ela continuaria seu papel como Hope Mikaelson em Legacies, um spin-off de The Originals.

## Filmografia

### Filmes
| Ano  | Título                      | Papel           | Notas               |
| ---- | --------------------------- | --------------- | ------------------- |
| 2014 | A Walk Among the Tombstones | Lucia           |                     |
| 2015 | Aloha                       | Grace           |                     |
| 2016 | Pandemic                    | Megan           |                     |
| 2017 | Wonder                      | Miranda         |                     |
| 2018 | Measure of a Man            | Joanie Williams | Filme; pós produção |

### Televisão
| Ano         | Título          | Papel                 | Notas                           |
| ----------- | --------------- | --------------------- | ------------------------------- |
| 2016        | The Last Tycoon | Darla Miner           | 6 episódios                     |
| 2018        | The Originals   | Hope Andrea Mikaelson | Elenco regular; na 5ª temporada |
| 2018 - 2022 | Legacies        | Hope Andrea Mikaelson | Protagonista                    |